# Gabriel Roschini
Gabriel María Roschini, OSM (19 de diciembre de 1900 - 12 de septiembre de 1977), fue un sacerdote católico italiano y profesor de mariología, que publicó más de 900 títulos sobre el tema. Durante el pontificado del Papa Pío XII, trabajó estrechamente con el Vaticano en las publicaciones marianas. 
A la luz de la precisión enciclopédica de su trabajo, Roschini es considerado uno de los dos mejores mariólogos del siglo XX.  Su primera obra importante, una Mariología en cuatro volúmenes, Il Capolavoro di Dio, se considera la presentación mariológica más completa del siglo XX.  Varios teólogos lo llamaron "uno de los mariólogos más profundos" e "insustituible". 

## Vida y aportes
El padre Roschini nació en Castel Sant'Elia ( Viterbo, Italia ) en 1900. Al ingresar a los Servitas, cambió su nombre a Gabriel María (o Gabriele María) de su nombre de pila de Alessandro. En 1924 recibió la ordenación sacerdotal. Además, Roschini era doctor en filosofía y maestro en sagrada teología.  Fundó la revista Marianum en 1939 y la dirigió durante treinta años. En 1950, durante el reinado del Papa Pío XII, fundó la Facultad Teológica Marianum, que hoy es un instituto pontificio, y fue su rector. También jugó un papel decisivo en la reactivación de la Biblioteca Mariana, que fue trasladada al Colegio Internacional de San Alexis Falconieri en 1946. 
Otros roles incluyeron profesor en la Universidad Pontificia de Letrán y en la Facultad Pontificia de Teología Marianum, (lamentablemente en la actualidad no se leen sus libros en dicha universidad, que se encuentra en una profunda crisis, por acusarlo de maximalista) así como asesor de la Congregación para la Doctrina de la Fe y la Sagrada Congregación para las Causas de los Santos . 

## Impacto en la mariología
Durante el pontificado de Pío XII, “el Papa más mariano de la historia de la Iglesia”.  El padre Roschini trabajó en estrecha colaboración con el Pontífice, organizando sus propias publicaciones paralelas a las promulgaciones mariológicas papales. 
Durante y después del Vaticano II, Roschini en su publicación de 1973 Il mistero di Maria considerato alla luce del mistero di Cristo e della Chiesa, un manual de mariología actualizado en cuatro volúmenes. Esto explica en gran medida la animosidad del teólogo dominicano minimalista Yves-Marie Congar, firmemente opuesto a tales verdades mariologicas; de hecho, en su diario, Congar llamó una vez al eminente mariólogo "Trouduc Roschini" ("Estúpido Roschini"). 
En total publicó más de 900 títulos, en su mayoría sobre mariología, además de sus obras enciclopédicas, reseñando las aportaciones mariológicas de santos como Bernardo de Claraval y Antonio de Padua . En 1950 explicó la mariología de Santo Tomás de Aquino . Detalló su mariología en una importante obra del año 1952.
Anteriormente, Roschini había contribuido con una nueva interpretación de la teología mariológica de la Corredentora, que no fue universalmente aceptada. En su publicación Compendium Mariologiae de 1946 explicó que María no sólo participó físicamente en la vida de Jesús al darle a luz, sino que también, cuando concibió a su divino Hijo, entró en unión espiritual con él. El plan divino de salvación, no siendo sólo material, incluye la unidad espiritual permanente con Cristo. La mayoría de los mariólogos están de acuerdo con esta posición.  Roschini entró en un nuevo territorio teológico, cuando definió la unidad espiritual de María y Cristo para formar una "pareja de salvación", en la que María es una verdadera ayuda de su hijo. Sin embargo, en este dúo de salvación, María está claramente subordinada a su hijo, según Roschini, quien, no queriendo, por supuesto, elevar a María al nivel de la divinidad, insistió en que María necesitaba, como todos los demás, la salvación por medio de Cristo. Pero, por ser la madre de Dios, la única madre de Dios entre todas las mujeres, María es alguien única. Al compartir con todas las demás personas su naturaleza humana, ella es diferente. Ella pertenece a Cristo, con quien está espiritualmente unida. 

## Publicaciones Seleccionadas
- Il Capolavoro di Dio, Mariología en IV volúmenes, Roma 1933
- Compendio Mariologiae, Roma, 1946
- La Mariologia di Sant'Antonio da Padova, en Marianum, Roma, 1946
- La Madonna secondo la fede e la Teologia, Roma, 1950
- La Mariología de San Tommaso, Roma, 1950
- Mariología, Roma, 1952
- La Madonna secondo la fede e la teologia IV volúmenes, Roma 1953 1954
- Il dottore Mariano, Studio sulla dottrina di San Bernardo di Chiaravalle, Roma 1953
- La Virgen María en los escritos de María Valtorta, Publicaciones de KolbeISBN 2-920285-08-4
- Diccionario de Mariología, Roma, 1957
- Il misteri di Maria considerado alla luce del mistero di Cristo e della Chiesa, Roma 1973
- "Summa MAriologiae en 4 vol. 1948 (latín)
- Catecismo mariano 1944,
- Compendium Mariologiae 1946,
- Vida de la Virgen María 1948,
- la mariología di san tommaso (1950),
- La mariología di san Lorenzo da Brindisi 1951,
- Il dottore mariano (San Bernardo) 1953,
- la Madonna del Santisimo Sacramento 1953,
- Instrucciones marianas (1953),
- su excelente diccionario de Mariología 1957,
- Maria Santissima nella storia della salvezza (1969)